# William Robert Moore

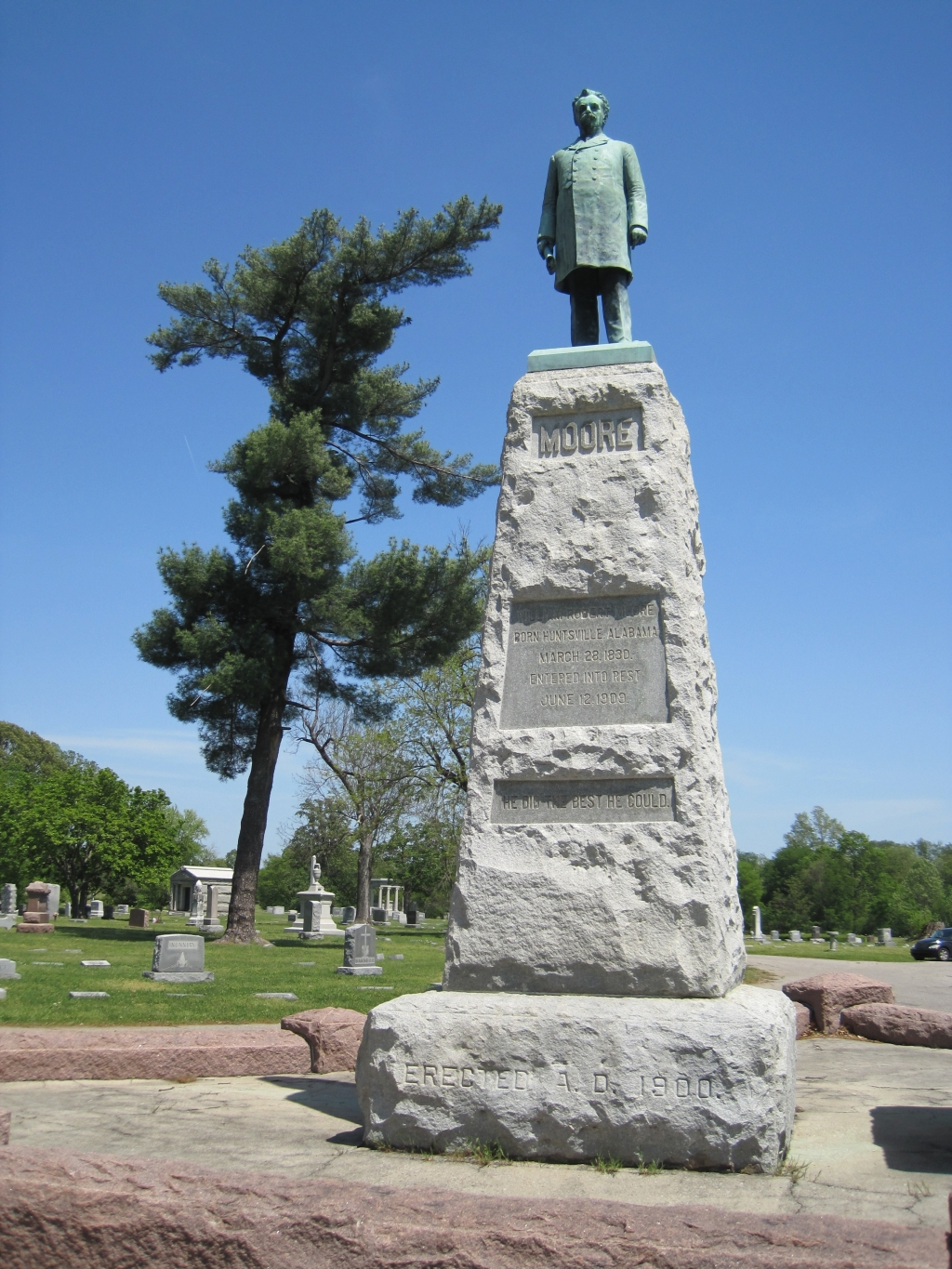
Moores Grabmal in Memphis, Tennessee

William Robert Moore (* 28. März 1830 in Huntsville, Alabama; † 12. Juni 1909 in Memphis, Tennessee) war ein US-amerikanischer Politiker. Zwischen 1881 und 1883 vertrat er den Bundesstaat Tennessee im US-Repräsentantenhaus.

## Leben
Noch im Kindesalter kam William Moore mit seinen Eltern nach Beech Grove in Tennessee. Im Jahr 1836 ließ sich die Familie in Fosterville im Rutherford County nieder, wo er die öffentlichen Schulen besuchte. Im Alter von 15 Jahren wurde er in einem Kurzwarengeschäft in Beech Grove angestellt. Später übte er die gleiche Tätigkeit in Nashville aus. Zwischen 1856 und 1859 war er in New York City Verkäufer in der Kurzwarenbranche. Im Jahr 1859 zog William Moore nach Memphis, wo er ein eigenes Geschäft eröffnete.
Politisch wurde Moore Mitglied der Republikanischen Partei. Bei den  Kongresswahlen des Jahres 1880 wurde er im zehnten Wahlbezirk von Tennessee in das US-Repräsentantenhaus in Washington, D.C. gewählt, wo er am 4. März 1881 die Nachfolge von H. Casey Young antrat. Da er im Jahr 1882 auf eine weitere Kandidatur verzichtete, konnte er bis zum 3. März 1883 nur eine Legislaturperiode im Kongress absolvieren. Nach seinem Ausscheiden aus dem US-Repräsentantenhaus nahm Moore seine früheren Tätigkeiten wieder auf. Zwischen 1889 und 1891 saß er als Abgeordneter im Repräsentantenhaus von Tennessee. Er starb am 12. Juni 1909 in Memphis, wo er auch beigesetzt wurde.